# União dos Pioneiros da Iugoslávia
A União dos Pioneiros da Iugoslávia (Servo-croata: Savez pionira Jugoslavije / Савез пионира Југославије; em esloveno:  Zveza pionirjev Jugoslavije (ZPJ); em macedônio/macedónio:  Сојуз на пионери на Југославија) também conhecidos como Pioneiros de Tito (Servo-croata:Titovi pioniri / Титови пионири; em esloveno:  Titovi pionirji; em macedônio/macedónio:  Титовите пионери) foi o movimento pioneiro da República Socialista Federativa da Iugoslávia. Seus membros, basicamente todas crianças com sete anos ou mais, participavam de uma cerimônia anual e usavam uniformes.
Os uniformes consistiam em lenços vermelhos e também em chapéus azuis marinho chamados Titovka. Esses chapéus às vezes eram brancos e traziam uma estrela vermelha na frente. Uma camisa branca era frequentemente usada com o lenço Pioneer (marama) e o Titovka, embora isso variasse dependendo da parte da Iugoslávia de origem do pioneiro em particular. Os meninos geralmente usavam shorts ou calças azul marinho, e as meninas usavam saias da mesma cor, meias brancas e sapatos pretos. Em ocasiões especiais, como uma visita de Josip Broz Tito, os Pioniri às vezes usavam trajes tradicionais de suas regiões nativas da Iugoslávia.

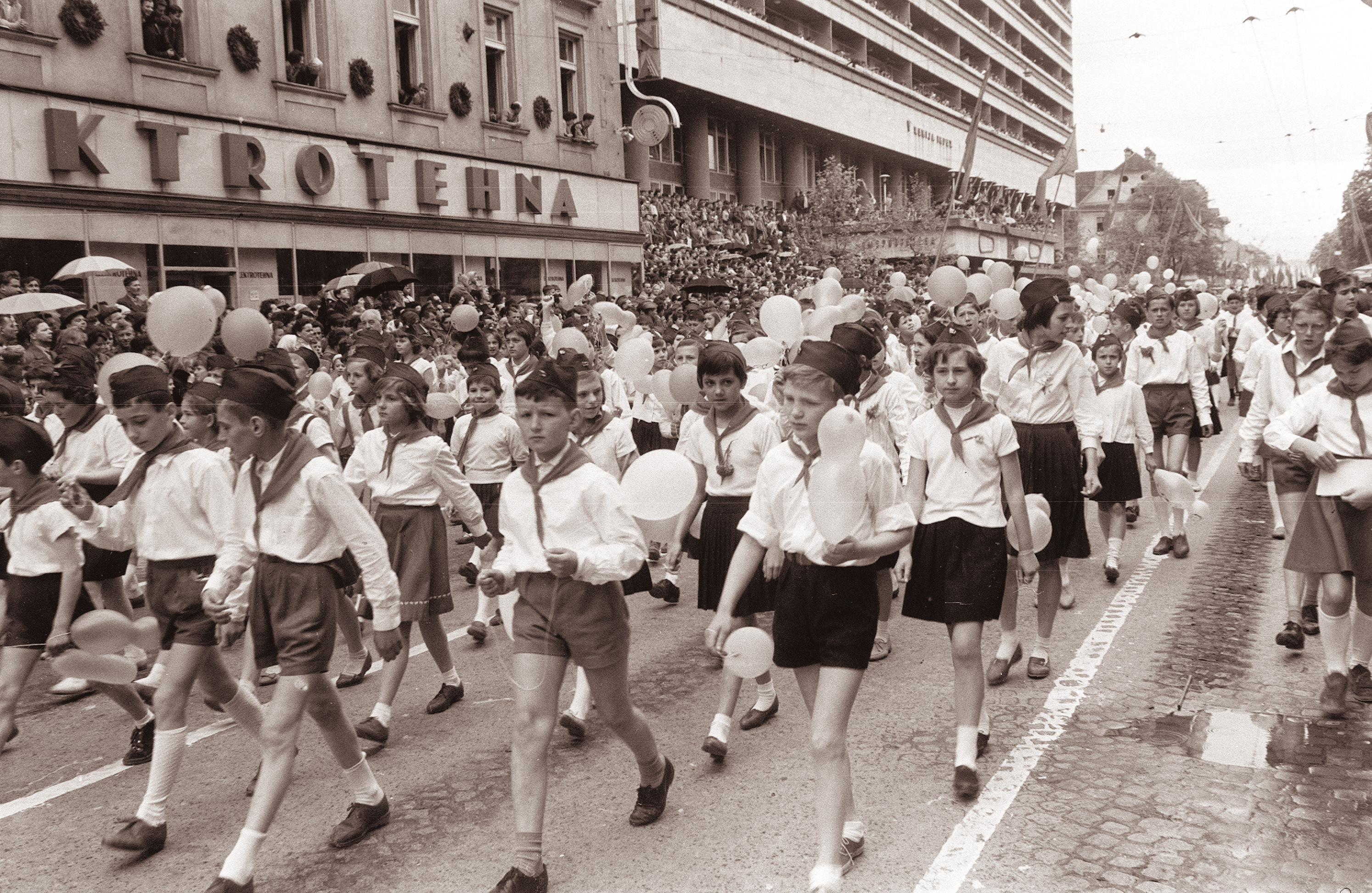
Pioneiros no desfile de 1º de maio de 1961 em Ljubljana

A organização foi fundada em 27 de dezembro de 1942. Foi uma subestrutura dentro da Liga da Juventude Comunista e, depois de 1948, da Liga da Juventude Socialista. Publicou Masculino novino. A organização foi dividida em pioneiros mais jovens (7–11 anos) e pioneiros mais velhos (11–15 anos). 
Ao contrário de outros movimentos pioneiros, foi utilizada a saudação militar completa, homenageando as crianças e jovens que lutaram como parte dos Partidários Iugoslavos da Segunda Guerra Mundial.

## Juramento
Normalmente, a cerimónia de posse ocorria na escola para crianças de 7 anos, no outono do primeiro ano escolar, como parte das celebrações da Dia da República. Após a cerimônia, as crianças receberiam um Livreto Pioneiro vermelho, semelhante a um livreto de filiação ao partido comunista. O livreto foi assinado pelo “Presidente do Comitê Pioneiro”, um pioneiro sênior e serviu como prova de adesão. A geração mais jovem que o empreendeu nasceu em 1982, o que ocorreu durante o ano letivo de 1989-1990. O texto do juramento dos pioneiros iugoslavos (pionirska zakletva) pode ter variado ligeiramente de uma escola para outra. Reconstruído a partir de lembranças imperfeitas, em servo-croata (pronúncias Ekavian e Ijekavian):
Danas, kada postajem pionir,
dajem časnu pionirsku riječ/reč
da ću marljivo učiti i raditi,
poštovati roditelje i starije,
i biti vjeran/veran i iskren drug,
koji drži datu riječ/reč,
da ću voljeti/voleti našu domovinu,
samoupravnu Socijalističku Federativnu Republiku Jugoslaviju,
da ću razvijati bratstvo i jedinstvo
i ideje za koje se borio drug Tito,
da ću cijeniti/ceniti sve ljude svijeta/sveta koji žele slobodu i mir!
Em esloveno:
Danes, ko postajam pionir
dajem častno pionirsko besedo
da se bom pridno učil in delal,
spoštoval starše in učitelje,
da bom zvest in iskren tovariš,
ki drži svojo obljubo,
da se bom ravnal po zgledu najboljših pionirjev,
da bom spoštoval slavna dejanja partizanov,
in napredne ljudi sveta,
ki žele svobodo in mir,
da bom ljubil svojo domovino
samoupravno Socialistično Federativno Republiko Jugoslavijo,
njene bratske narode in narodnosti''
in gradil novo življenje, polno sreče in radosti.
Em português:
Hoje, ao me tornar um Pioneiro, Dou a minha palavra de honra de Pioneiro -
Que estudarei e trabalharei diligentemente,
respeitar os pais e meus idosos,
e seja um camarada/amigo leal e honesto.
Que amarei a nossa pátria, autogerida República Federal Socialista da Iugoslávia.
Que espalharei fraternidade e unidade e os princípios pelos quais o camarada Tito lutou.
E que valorizarei todos os povos do mundo que respeitam a liberdade e a paz!
Em todo o território da ex-Iugoslávia (Eslovênia, Croácia, Bósnia e Herzegovina, Sérvia, Montenegro, Macedônia do Norte), muitos recordam os seus dias como Pioneiros e, como resultado, não é incomum ouvir pessoas referirem-se a si mesmas como "Titov(a) pionir(ka)", que significa "Pioneiro de Tito".  

## Função
A função social de se tornar um pioneiro nos países comunistas era semelhante à da Primeira Comunhão na Igreja Católica Romana. Em ambos os casos, uma criança com idade crítica de cerca de sete anos é iniciada como membro de um grupo dentro do qual os indivíduos partilham certos valores e cultura. Esta iniciação precoce aumenta a probabilidade de que, quando a criança se tornar adulta, se identifique com o grupo.
As crianças foram ensinadas a serem responsáveis e respeitosas, foram convidadas a estudar muito e foram consideradas as futuras gerações da nação.